# Halže
Halže (deutsch Hals) ist eine Gemeinde in Tschechien mit 1054 Einwohnern (Stand: 1. Januar 2023) . Sie liegt auf einer leicht ansteigenden Anhöhe etwa 6 km nordwestlich von Tachov in einer Höhe von 596 m ü. M. im Oberpfälzer Wald (Český les) und gehört dem Okres Tachov an.
Südwestlich des Dorfes wird im Bereich der früheren Gemeinde Lučina (Sorghof) die Mies in der Trinkwassertalsperre Lučina angestaut.
Nahe der benachbarten deutschen Stadt Bärnau besteht östlich der Gemeinde im Bereich der Wüstung Pavlův Studenec (Paulusbrunn) ein Grenzübergang. Nördlich liegen die Stadt Cheb (Eger) sowie die Kurorte Františkovy Lázně (Franzensbad) und Mariánské Lázně (Marienbad).
In Halže ist bis heute die Pfarrkirche erhalten geblieben, mit deren Errichtung 1799 begonnen wurde. Kleinere Kapellen im Gemeindegebiet sind dagegen zum Teil stark verfallen.
Das ehemalige Schloss war bis zum Ende des Zweiten Weltkriegs der Wohnsitz der Halser Gutsherren. Das 1873 im Renaissancestil umgebaute und 1906 erweiterte Gebäude lag an der Straße nach Stiebenreith. Es wurde nach dem Krieg zeitweise als Kaserne genutzt und ist am 20. März 1955 bis auf die Grundmauern abgebrannt. An das Schloss der Halser Gutsherren erinnern heute nur noch Reste der Parkmauer. Die letzten Reste des ausgebrannten Schlosses wurden 1966 entfernt. Auch der gestaltete Schlosspark mit Altane ist verschwunden.
Auf dem Friedhof von Hals finden sich noch einige Grabsteine der ehemals deutschen Dorfbevölkerung, die aus Gesteinen der Umgebung angefertigt worden sind, auch das Grab des langjährigen Gemeindepfarrers Franz Thomas, der bis 1943 in Hals tätig war.
Nach Žďár (deutsch: Planer Brand) hin ist ein Neubaugebiet entstanden, das sich deutlich vom alten Ortskern abzeichnet. Im Unterschied zu manch anderen Nachbargemeinden entwickeln sich in Halže kleinere Betriebe und wirtschaftlicher Verkehr. In der Umgebung finden sich Feuchtwiesen mit beachtenswerter Flora und Fauna sowie kleine Fischweiher. Ein großer Teil des Gemeindegebiets gehört zum Naturschutzgebiet Český les.
Außer dem Gemeindeamt befindet sich in Halže auch eine Grundschule. Mit der Grund- und Hauptschule der bayerischen Nachbarstadt Bärnau besteht seit 1993 eine Schulpartnerschaft.

## Geschichte
Die erste Erwähnung von Hals stammt aus dem Jahre 1479, der Ort ist aber älter. Eine in der Nähe des Dorfes befindliche Veste wurde 1529 erwähnt. 1639 schenkte der Besitzer der Grundherrschaft Tachau, Johann Philipp Husmann (tschechisch Jan Filip Husmann), Hals dem Paulanerkloster in Heiligen (Světce) bei Tachau. Bis zur Auflösung des Klosters im Jahre 1787 war Hals nach Tachau eingepfarrt. 1787 wurde in Hals durch kaiserliche Verfügung eine eigene Pfarrei errichtet. Hals gehörte unter der Herrschaft der Habsburger von 1526 bis zum Ende des Ersten Weltkrieges 1918 zur ehemaligen österreichischen Monarchie. Die Grenze zwischen Böhmen und Bayern verlief im Westen wenige Kilometer von der Ortschaft entfernt. Dabei blieb es auch nach dem Zerfall des österreichischen Kaiserreiches 1918 und der Gründung der ersten Tschechoslowakischen Republik. Die letzten Gutsherren in Hals waren die Grafen Landwehr von Wehrheim, die bis zur Vertreibung im Jahre 1946 ansässig waren.

Halže – Ortsansicht, aus Richtung Horní Výšina (Ringelberg) gesehen

Vermutlich ist Hals bereits im 14. Jahrhundert im Anschluss an einen Meierhof entstanden. Als Gut und Dorf der Stadt Tachau gehörte es nicht zu den ritterlichen Lehen des „Tachauer Lehensspiels“ und wurde deshalb kaum urkundlich erwähnt. Die erste Eintragung „zvm Hals“ in den Registern des Egerer Stadtarchivs stammt aus dem Jahre 1479. Und ein Hanus Lichtenberger z Halzy wird 1493 in einem Akt des Tepler Klosterarchivs genannt. 1510 soll Hals dem Wolf von Guttenstein (tschechisch Gutštejn), dessen Familie im 15. Jahrhundert lange Zeit die Herrschaft Tachau besaß, als einziges Restgut verblieben sein. Dieser hat 1529 die Feste „Halzy“ („Halzy twrz“) an seinen Schwager Niklas zu Seeberg zu Plan auf 10 Jahre verpfändet. Zwischen 1571 und 1605 muss Hals dann an die Stadt Tachau zurück übertragen worden sein. Dringender Geldbedarf führte Ende des 16. Jahrhunderts zum Verkauf königlicher Grenzstädte, auch der Stadt Tachau. Die Stadt Tachau und die Tachauer Stadtbürger konnten ihre Stadt – aber auch zahlreiche Dörfer der Tachauer Herrschaft – „für 30000 Schocke der Meisner Groschen“ als Pfand übernehmen und als freie und unabhängige Bürger verwalten. In dieser Zeit gewann auch der Protestantismus in der Stadt Tachau zunehmend Anhänger.
Während der Reformation bekämpften die katholischen Habsburger die immer stärker werdende protestantische Bewegung im Land. Nach der Schlacht am Weißen Berg im Jahre 1620 wurde die Herrschaft der Habsburger wiederhergestellt. Wegen der Teilnahme an der Bewegung gegen die Habsburger wurde die Stadt Tachau 1623 mit allen Gütern an Baron Jan Filip Husmann verkauft, der 1625 als neuer Erbherr auch die Gegenreformation durchführte. Als Dorf der Stadt Tachau erscheint auch Hals in der berní rula bei den Dörfern der Herrschaft Husman. Darin werden als Untertanen 5 Chalupner, 9 Gärtner (Kleinstlandwirte) und ein ödes Anwesen erwähnt.
Während des Dreißigjährigen Krieges wurden 1637 in Hals nur noch fünf steuerpflichtige Höfe vermerkt, 1640 sogar nur noch zwei. Der Krieg – zugleich Religionskrieg und Staatenkonflikt zwischen den damaligen Mächten Europas – verheerte und entvölkerte ganze Landstriche. In Böhmen hielten vor allem Sachsen und Schweden das Land abwechselnd besetzt. Erst einige Zeit nach dem Krieg, im Jahr 1654, wohnten und arbeiteten in Hals wieder ein Dutzend Familien.
Husmann beschenkte mit dem Gut und dem Dorf 1644 sein Kloster Heiligen, behielt sich aber die Hoheitsrechte vor. Das Tachauer Kloster war von ihm mit Stiftungsbrief vom 5. Februar 1639 für die Mönche des Paulanerordens gegründet worden. Nach seinem Tod schloss Husmanns Witwe 1664 einen Vergleich mit dem Orden, dem auch Hals mit dem Meierhof, einer Schäferei, der Halser Mühle sowie dem Kretscham und der Freibierschenke zugesprochen wurden.
Wertvolle Informationen über die Herrschaft Tachau im 18. Jahrhundert enthält der Theresianische Kataster von Böhmen; danach gehörten im Jahre 1757 der Tachauer Pfarrgemeinde 3.954 Menschen an, davon 130 in Hals.
Erst nach der Auflösung des Paulanerklosters durch Kaiser Joseph II. ist in Hals aufgrund kaiserlicher Verfügung vom 15. Februar 1787 für den ehemaligen westlichen Teil des Tachauer Kirchspiels eine eigene Pfarrei entstanden. Bis dahin waren die Bewohner von Hals zur Messe nach Tachau gegangen, hatten dort ihre Kinder taufen lassen, geheiratet und ihre Toten beerdigt. 1787 beginnen die Matrikeln, d. h. die Personenstandsverzeichnisse über Geburten, Trauungen und Sterbefälle der Pfarrei, zu der außer Hals letztlich die Orte Ringelberg, Galtenhof und Planer Brand gehörten. Aus den Taufbüchern ist ein großer Kinderreichtum der hier wohnenden Familien zu ersehen, aus den Totenbüchern allerdings auch eine hohe Sterblichkeitsziffer. Höchstens die Hälfte aller Neugeborenen erreichte im 18. Jahrhundert das Erwachsenenalter.
Der Ort und das Gut kamen im Wege der Versteigerung zunächst 1789 zur Herrschaft Tachau, anschließend wurde 1792 Franz Edler von Wunderbaldiger, der ehemalige Amtsdirektor der Herrschaft Plan, neuer Gutsherr.

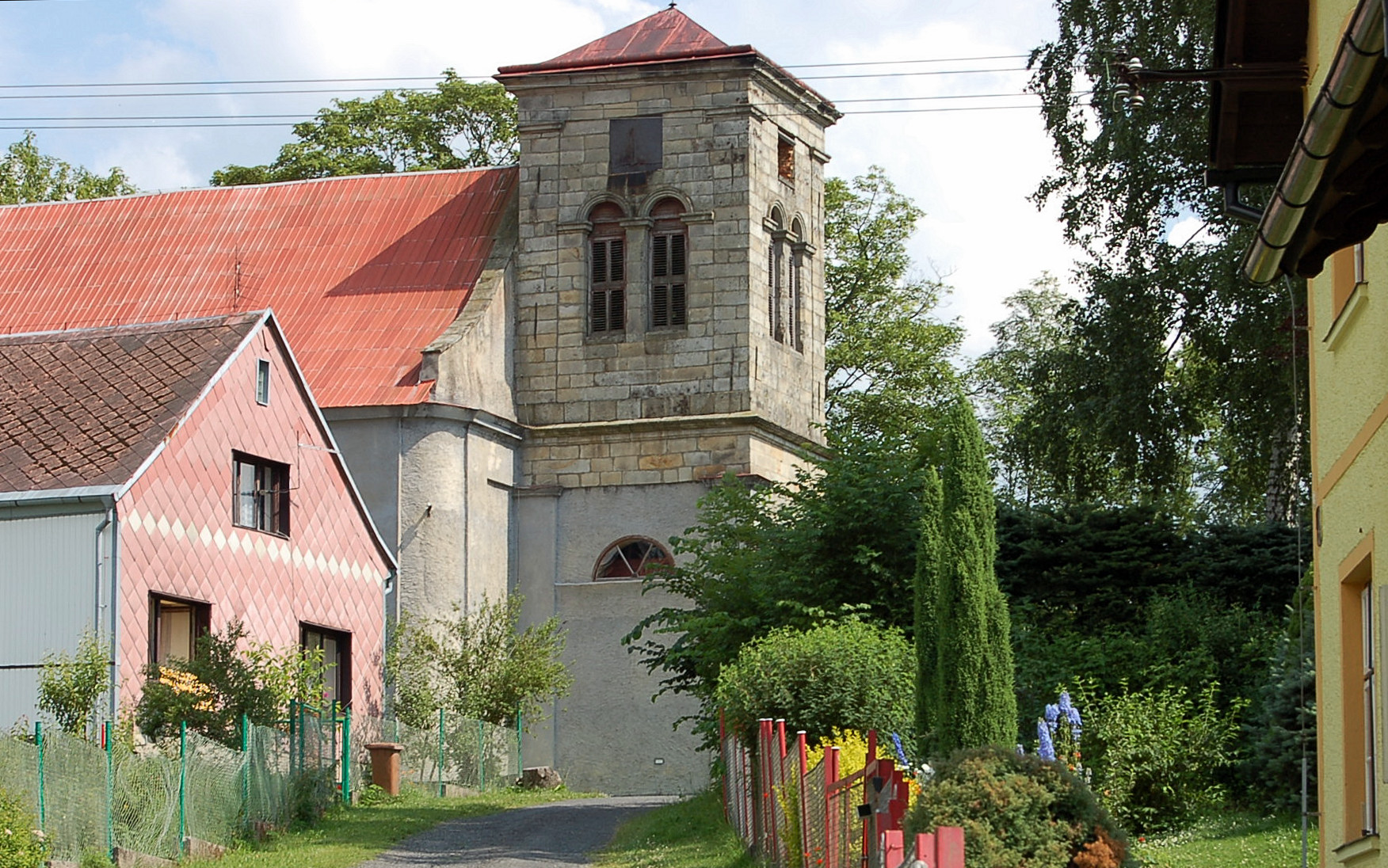
Kirche im Jahr 2006 – damals noch mit provisorischer Turmabdeckung

Der Bau einer eigenen Kirche in Hals verzögerte sich durch die Napoleonischen Kriege. Das bereitgestellte Baumaterial wurde anderweitig verwendet. Im Jahre 1799 bot Gutsherr Franz von Wunderbaldinger an, auf seine Kosten ein Gotteshaus zu erbauen. Die zur Pfarrei gehörenden Orte leisteten Hand- und Spanndienste, so dass die Kirche im Oktober 1800 eingeweiht werden konnte. Später kam der Kirchturm hinzu, der – anders als heute – mit einem Spitzturm ausgestattet war.
Die Halsauer Kirche wurde den Wetterheiligen „Johann(es) und Paul(us)“ geweiht, deren Bild den Hochaltar schmückt. Der Pfarrer von Ringelberg übersiedelte mit seinem Kaplan am 4. Dezember 1800 nach Hals, wo ihm das Haus Nr. 66 unterhalb der Kirche als Pfarrhof erbaut wurde. Ein Schulgebäude (Nr. 65) wurde 1801 errichtet und 1878 aufgestockt.
Auf einer kleinen Anhöhe südöstlich des Dorfs wurde 1855 in einem kleinen Hain eine Kapelle errichtet, die zu Ehren des Heiligen Nepomuk geweiht wurde, etwas unterhalb entstand im Jahre 1888 die Kapelle Hl. Kreuz.
Im 19. Jahrhundert wechselten die Gutsbesitzer häufig: 1803 folgte der Tachauer Sebastian Gradl, am 9. März 1811 übernahm Matthias Vinzenz Wagner von Angerburg das Gut, verkaufte es aber schon am 19. August desselben Jahres weiter an Christoph Stein. Der nächste Gutsherr war ab 1817 Rüdiger Freiherr von Stillfried, der das Gut von Stein im Tausch gegen Tereschau und Praschno-Augezd erworben hatte. Nach der Rückgängigmachung des Gütertausches gelangte Hals wieder an Christoph Stein zurück; ihm folgte am 18. Oktober 1828 Niklas Kahler. Kahlers Erben verkauften das Gut 1871 an die Eheleute Obermeier.

Friedhof

Am 1. Februar 1887 übernahm Hugo Ritter von Landwehr-Wehrheim das Gut und das Schloss, der in diesem Jahr als kaiserlicher Oberst in den Ruhestand trat. Er starb noch im gleichen Jahr in Marienbad. Sein Nachfolger war sein Sohn Franz Ritter von Landwehr-Wehrheim. Zusammen mit seinen beiden Adoptivtöchtern wurde er nach dem Zweiten Weltkrieg nach Pappenheim (Bayern) vertrieben, wo der letzte Gutsherr von Hals am 2. August 1949 starb.
Eine Übersicht von 1933 weist den Gutsbesitz mit 392 ha aus. Von den zwölf gutseigenen Gebäuden war das alte Schloss (Hals Nr. 1) 1873 zu einem Renaissancebau umgewandelt worden, dem Landwehr 1906 noch einen rechten Flügel anbauen ließ.
Bis 1930 war die Zahl der Häuser in Hals auf 159 angestiegen, einige Jahre später wurden 172 Hausnummern gezählt. Die Volkszählung von 1939 ergab 707 Einwohner. 29,2 Prozent der Einwohner lebten von der Landwirtschaft, dabei besaßen 12 Betriebe zwischen 5 und 11 ha Landbesitz, 30 Kleinlandwirte nannten 2 bis 5 ha ihr Eigen und 36 Kleinlandwirte weniger als 2 ha. Daneben lebten in Hals vor allem Familien von Zimmerleuten, Holzhauern, Fabrikarbeitern und einer größeren Anzahl von Maurern, die in den Sommermonaten oft außerhalb der Ortschaft, z. B. in Eger (Cheb) arbeiteten.
Zur Ortschaft gehörte eine zweiklassige Volksschule. Die Kinder der ersten bis dritten Klasse sowie der fünften bis achten Klasse wurden jeweils von einer Lehrkraft zusammen unterrichtet.

Ehemalige Schule

In der Zeit zwischen den beiden Weltkriegen war in Hals zunächst die Sozialdemokratische Partei die führende politische Kraft. Sie stellte auch den Bürgermeister, als ersten Johann Dill. Die Deutsche sozialdemokratische Arbeiterpartei in der Tschechoslowakischen Republik (DSAP) entstand nach der Gründung der ersten Tschechoslowakischen Republik im Jahre 1919. Im Laufe der Jahre fand aber auch in der Bevölkerung von Hals die Nazi-Ideologie immer stärkeren Zuspruch, besonders nachdem das Sudetenland Anfang Oktober 1938 durch Truppen des Deutschen Reichs besetzt worden war. In Hals gehörten zu dieser Zeit nur noch wenige Einwohner der Sozialdemokratischen Partei an; die Parteiunterlagen der örtlichen Gliederung wurden zuletzt bei Ludwig Windisch (Hals Nr. 162) in Verwahrung gegeben.
Die Bürgermeister von Hals nach Johann Dill waren bis zum Jahr 1946: Josef Gruber (Nr. 71), Franz Windisch (Nr. 76), Franz Baumgarten (Nr. 77) und zuletzt Thomas Windisch sen. (Nr. 143).
Der langjährige Pfarrer der Gemeinde Hals bis zum Jahr 1943 war Franz Thomas, ein zugleich weit über die Gemeindegrenzen hinaus bekannter Heilpraktiker.
Anders als in den benachbarten Bauerndörfern waren in Hals auch einige Handwerksbetriebe und Geschäfte ansässig, darunter die Betriebe mehrerer Bäcker, Friseure oder Schuster, aber auch Schreiner, Fleischer, Spengler, Bürstenmacher, Schmiede und Wagner sowie der Bauhof Windisch. Hals war Sitz einer Raiffeisenkasse sowie einer Poststation und verfügte seit 1881 über eine eigene Freiwillige Feuerwehr. Am Ort wurden vier Gaststätten und vier Gemischtwarenläden betrieben, darunter bis 1938 das Lebensmittelgeschäft der jüdischen Familie Salz, die ehemals auch die Ziegelei in Hals bewirtschaftet hatte.
Der Zweite Weltkrieg endete für die Bevölkerung von Hals mit dem Einmarsch amerikanischer Truppen von Ringelberg her. Folge des Zweiten Weltkrieges war für den ganz überwiegenden Teil der deutschen Bevölkerung von Hals der Verlust der Heimat. Im März 1946 erhielten die ersten deutschstämmigen Familien ihren Ausweisungsbefehl. Bis zum November 1946 schlossen sich weitere Transporte an, mit denen die deutschstämmige Bevölkerung zwangsweise in die Besatzungszonen der Alliierten im ehemaligen Deutschen Reich ausgesiedelt wurde, aus dem ehemaligen Kreis Tachau waren es insgesamt 23.542 Männer, Frauen und Kinder. Die Transporte führten zumeist über das Sammellager in Tachau, das im Gebäude der ehemaligen Tachauer Zigarettenfabrik untergebracht war. Nur wenige Deutsche blieben letztlich in Hals zurück.
Bei den ersten Wahlen nach dem Zweiten Weltkrieg im Jahre 1946 siegte die Kommunistische Partei im Kreisgebiet Tachov deutlich. Die Neubesiedlung der vielfach entvölkerten Städte und Gemeinden im Kreisgebiet begann im Jahre 1947. Vor allem Einwanderer aus der Ukraine und Rumänien siedelten sich in den Dörfern am Rande des Böhmerwaldes an. Im Jahre 1948 begann die Kollektivierung der Landwirtschaft und die Bewirtschaftung durch landwirtschaftliche Einheitsgenossenschaften.

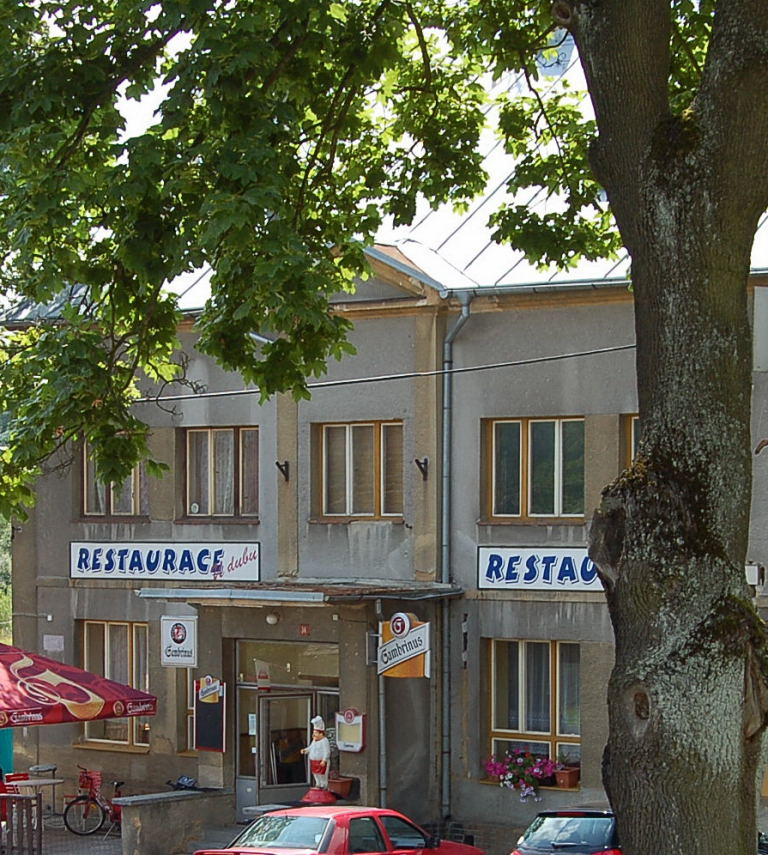
Gasthaus

Nach Reformversuchen während des sog. „Prager Frühlings“ im Jahre 1968 brachte erst die „samtene Revolution“ im Jahre 1989 eine deutliche Veränderung für das politische System der Tschechoslowakischen Republik und beendete die langjährige kommunistische Regierungszeit. Diese grundlegende Änderung kennzeichnet auch die heutige Entwicklung der Region Tachov im Mittelpunkt Europas und nahe der deutschen Grenze. Auch in Halže entwickeln sich – im Unterschied zu manch anderen Nachbargemeinden – kleinere privatwirtschaftliche Betriebe.
Mit dem Euregio-Egrensis-Preis wurden im Jahre 2004 der Bayreuther Oberkirchenrat Wilfried Beyhl und der Bürgermeister von Halže, František Čurka, geehrt.
„Bei der Gründung der Euregio Egrensis im Jahr 1993 galt von vornherein, dass Vorurteile auf beiden Seiten abgebaut und eine Wiederbelebung der Beziehungen aufgebaut werden müssen. Von Anfang an diesen euregionalen Gedanken voran getrieben hat Bürgermeister Frantisek Curka. Seit 1990 hat er erste Kontakte nach Deutschland geknüpft. Viele grenzüberschreitende Besuche in seiner Region haben dies unterstützt. Von Beginn an waren seine Ansprechpartner die Region um Bärnau, seine unmittelbare Nachbarschaft auf deutscher Seite.“

## Gemeindegliederung
Die Gemeinde Halže besteht aus den Ortsteilen Branka (Galtenhof), Halže, Horní Výšina (Ringelberg, auch Oberringelberg) und Svobodka (Frauenreith). Grundsiedlungseinheiten sind Branka, Halže, Horní Výšina, Pavlův Studenec 3 und Svobodka.
Das Gemeindegebiet gliedert sich in die Katastralbezirke Branka u Tachova, Halže, Pavlův Studenec 3, Svobodka und Výšina. Auf dem Gemeindegebiet, das auch große Waldgebiete bis zur bayerischen Grenze bei Bärnau und Mähring umfasst, befinden sich die nach 1945 aufgelassenen Orte und Wohnplätze Doly (Thörl), Hamerské Domky (Hammerhäuser), Hraničná (Hermannsreith) und Větrov (Baderwinkel).

## Partnerschaften
Partnerschaften bestehen mit der Stadt Bärnau und seit 2011 mit der Gemeinde Guteneck (beide in Deutschland).

## Söhne und Töchter der Gemeinde
- Thomas Windisch, Architekt und Komponist